# Antonio Resines
Antonio Resines (Torrelavega, 1954. augusztus 7. –) Goya-díjas spanyol színész. 
Filmekben és a televízióban is szerepelt. A filmjein kívül legismertebb szerepe Diego volt a Los Serrano című sorozatban 2003 és 2008 között. 1997-ben Goya-díjat kapott A szerencsecsillag című filmben nyújtott alakításáért.

## Fiatalkora és családja
Apja, José Ramón ügyvéd, anyja, Amalia pedig háziasszony volt. Egy nővére és négy húga van. 
Van egy fia, Ricardo.

## Filmográfia

### Film
- La dama boba 2006).
- Otros días vendrán 2005).
- El mundo alrededor 2005).
- Tánger 2004).
- Nehézfiúk 2003).
- El oro de Moscú 2003).
- Trileros 2003).
- Besos de gato 2003).
- El embrujo de Shanghai 2002).
- Marujas asesinas 2002).
- Al sur de Granada 2002).
- Az 507-es széf 2002).
- A kapus 2000).
- Pídele cuentas al Rey 2000).
- La niña de tus ojos 1998).
- A boldogság ideje 1997).
- Hátsó utakon 1997).
- A szerencsecsillag 1997). - Goya-díj
- A malvarrósai villamos 1996).
- La Ley de la frontera 1995).
- Boldogan boldogtalan (1994)
- Minden férfi egyforma 1994).
- Börtönbe mindenki (1993)
- Acción mutante 1993).
- La marrana 1992).
- Hogyan legyünk nők anélkül, hogy belehalnánk 1991).
- Todo por la pasta (1991).
- El baile del pato (1989).
- El vuelo de la paloma 1989).
- Amanece, que no es poco 1988).
- Moros y cristianos 1987).
- Vidám élet 1987).
- Lulú de noche 1986).
- Ártalmatlan kicsapongások 1985).
- Sal gorda 1983).
- La colmena 1982).
- Vecinos 1981).
- Ópera prima 1980).

### Televízió
- Los Serrano (2003–2008)
- A las once en casa (1998–1999)
- Los ladrones van a la oficina
- Eva y Adán: agencia matrimonial
- Robles Investigador